# Forrest Preston
Forrest Preston (ur. 22 marca 1933) – amerykański miliarder. Założyciel, właściciel i jedyny prezes organizacji Life Care Centers of America, firmy zajmującej się długoterminową opieką nad osobami starszymi, którą założył w 1970 roku.
Urodził się i dorastał w stanie Massachusetts, jako syn pastora Adwentystów Dnia Siódmego. Pod koniec lat pięćdziesiątych przeprowadził się do Cleveland w stanie Tennessee, aby studiować na adwentystycznym Southern Missionary College. W 1970 roku założył firmę z siedzibą w Cleveland, która stała się największą prywatną firmą zajmującą się opieką pielęgniarską w USA. W 2015 roku firma zatrudniała 42 tys. pracowników.
Jest baptystą i uczęszcza do Pierwszego Kościoła Baptystów w Cleveland.